# Auriesville
Auriesville è un piccolo centro abitato nel territorio della città di Glen (contea di Montgomery, stato di New York), lungo la riva sud del fiume Mohawk.
Vi si trova un cimitero dei gesuiti, poiché i gesuiti francesi vi fondarono una missione dal 1667 fino al 1684, anno in cui i Mohawk la distrussero. Si dice che Auries sia stato il nome dell'ultimo indiano Mohawk che visse nella missione.

## Storia
Secondo una ricostruzione tradizionale, Auriesville è sorta sul sito del villaggio indiano (mohawk) di Ossernenon. Ma secondo alcuni archeologi (Dean R. Snow e altri) si tratta di una tradizione cattolica iniziata non prima della fine del XIX secolo e smentita dalle prove archeologiche. Ossernenon si troverebbe a circa 15 km su un affluente del fiume Mohawk. Il sito archeologico associato all'antico villaggio di Ossernenon è noto come sito Bauder.
Gli storici cattolici volevano stabilire il luogo della morte di tre gesuiti martirizzati dai Mohawk nel 1642 e 1646 e di altri missionari detenuti e torturati ritualmente dalla tribù. In loro ricordo nel 1930 è stato eretto a Auriesville il Santuario Nazionale dei Martiri Nordamericani.
Ossernenon è anche considerata il luogo di nascita di Kateri Tekawitha, una pia nativa mohawk convertita al cattolicesimo e proclamata santa nel 2012, prima santa tra i nativi del territorio degli attuali Stati Uniti. In realtà, gli archeologi hanno identificato in un luogo vicino ma a nord del fiume il villaggio mohawk di Caughnawaga (scritto anche Gandawaga), dove Tekakwitha visse durante la sua infanzia

## Santuario
Nel 1884, il Rev. Joseph Loyzance, SJ, parroco a Troy, acquistò 4 ha di terreno sulla collina di Auriesville e vi fece erigere un piccolo santuario con il titolo di Nostra Signora dei Martiri. Fu il primo a guidare sul posto dei pellegrini, il 15 agosto di quell'anno, festa dell'Assunta e anniversario della cattura di padre Isaac Jogues nel 1642. Quel giorno quattromila persone andarono in pellegrinaggio da Albany e Troy ad Auriesville.
Altre parrocchie cattoliche adottarono successivamente la pratica di visitare in pellegrinaggio Auriesville durante l'estate. La Chiesa Cattolica acquistò altri terreni per mantenere l'area sgombra da costruzioni o attività non desiderate. In seguito alla canonizzazione di sant'Isacco Jogues nel 1930, vi fu costruito il Santuario Nazionale dei Martiri Nordamericani, con 6000 posti a sedere.
Oggi nel santuario sono onorati i santi René Goupil, Isaac Jogues e Jean de La Lande, tutt'e tre padri gesuiti. Va ricordato che gli stessi, insieme ad altri missionari dell'epoca, sono anche onorati nel Santuario dei martiri canadesi in Canada.